# Erick Zonca
Erick Zonca (* 10. September 1956 in Orléans) ist ein französischer Filmregisseur und Drehbuchautor.
Erick Zonca verließ als 20-Jähriger seine Heimat Frankreich und ging in die USA. Er erhielt in New York Schauspielunterricht und kehrte anschließend nach Frankreich zurück. Dort begann er als Regieassistent beim Fernsehen zu arbeiten und drehte 1992 seinen ersten Kurzfilm. Bei den Filmfestspielen von Cannes 1998 stellte er seinen ersten Spielfilm Liebe das Leben vor. Die beiden Hauptdarstellerinnen Élodie Bouchez und Natacha Régnier wurden für ihre Leistung in diesem Film mit dem Darstellerpreis ausgezeichnet; 1999 wurde der Film mit einem César in der Kategorie Bester Film gewürdigt. Sein nächster Film Der kleine Dieb (1999) wurde ein Erfolg in den deutschen Programmkinos. 2008 stellte er im Wettbewerb der Berlinale seinen dritten Spielfilm Julia vor. Der Film ist sein erster englischsprachiger Film und angelehnt an den John-Cassavetes-Film Gloria, die Gangsterbraut (1980). Die Titelrolle spielt Tilda Swinton.

## Filmografie
- 1992: Rives (Kurzfilm)
- 1995: Éternelles (Kurzfilm)
- 1997: Seule (Kurzfilm)
- 1998: Liebe das Leben
- 1999: Der kleine Dieb (Le petit voleur)
- 2008: Julia
- 2018: Black Tide